# Jean-Bloé Niestlé
Jean-Bloé Niestlé, eigentlich Jean Alfred Niestlé (* 16. August 1884 in Neuchâtel, Schweiz; † 2. Februar 1942 in Antony südlich von Paris) war ein Schweizer Tiermaler.

## Leben

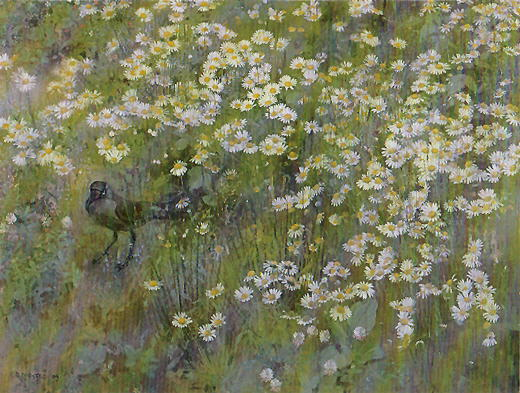
Dohle im Margeritenfeld, 1909

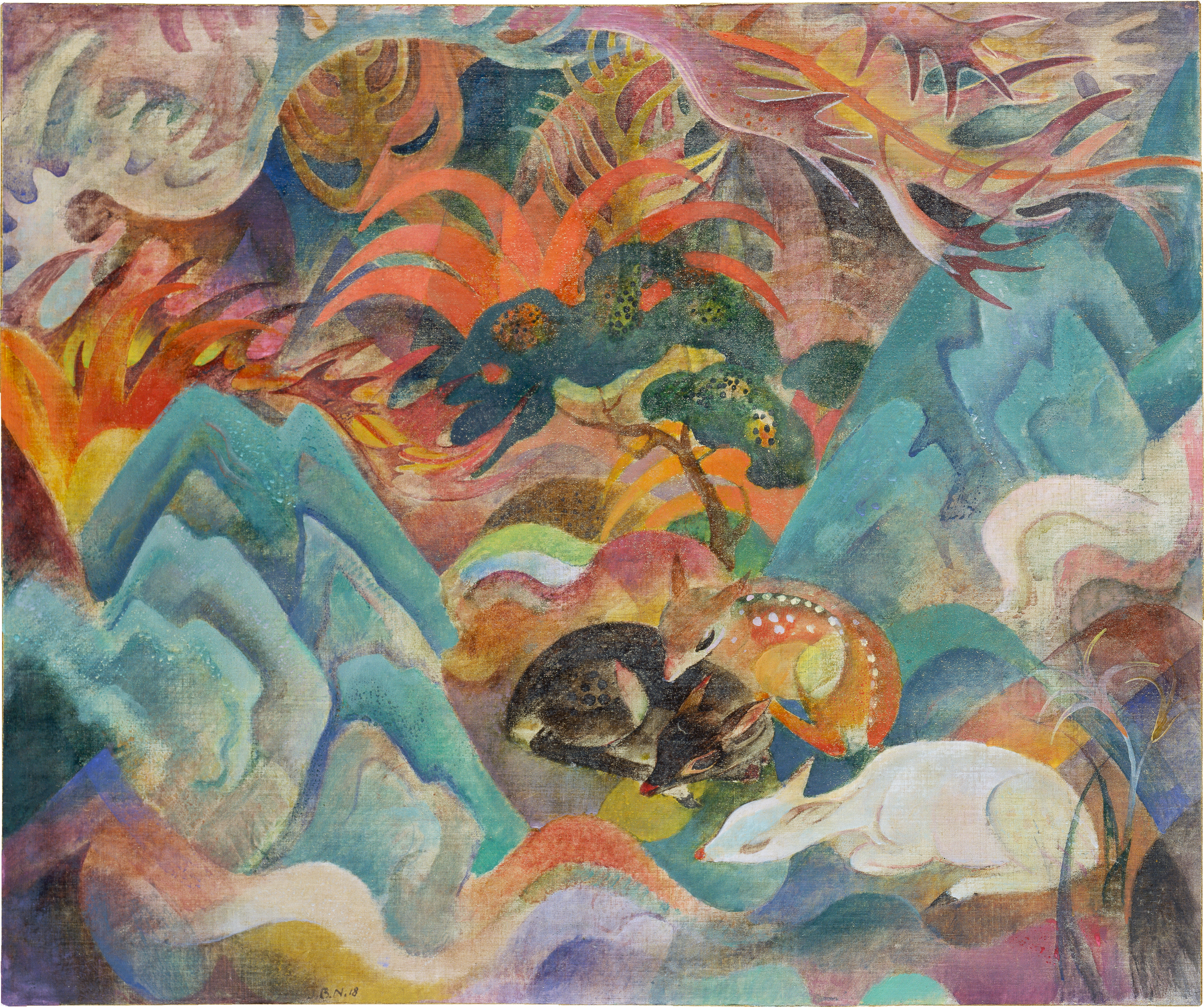
Rehe in japanischer Landschaft (1918), Städel

Im Jahr 1903 begann Niestlé ein Studium  der Malerei in Nürnberg, das er im folgenden Jahr in München fortsetzte. 1905 lernte er Franz Marc kennen und beeinflusste diesen in seinem Werk. Er regte ihn dazu an, die Vorliebe für Tiere derart umzusetzen, dass sie nicht als zoologische Darstellungen abzubilden seien, sondern der Künstler solle sich in das Tier hineinversetzen und sein Wesen in der Malerei einfangen. 1906 stellte er in der Münchner Secession aus. Ab 1910 lebte er wie Marc in Sindelsdorf. 1911 nahm er an der ersten Ausstellung der Redaktionsgemeinschaft des Blauen Reiters in München teil, der sich nach künstlerischen Differenzen von der Neuen Künstlervereinigung München (N.K.V.M.) abgespalten hatte. Er stand ihr jedoch distanziert gegenüber, da er sich nicht mit den avantgardistischen Tendenzen der Gruppe identifizieren konnte und zog kurz nach der Eröffnung sein Bild Fitislaubensänger zurück. Seine Motive waren Darstellungen der heimischen Flora und Fauna in realistischer Manier.
Ab 1914 lebte Niestlé in Seeshaupt in einem Haus des Kunstsammlers Bernhard Koehler. Bereits Ende 1913 erlitt er eine Schaffenskrise, die durch den Verlust der Freunde Macke und Marc, die im Ersten Weltkrieg fielen, verstärkt wurde, und die bis zum Jahr 1916 andauerte. Zu dieser Zeit begann seine zweite, die expressionistische Schaffensperiode, die er nach 1919 wegen schwerer Lähmungserscheinungen fast vollkommen einstellen musste. 1938 verließ er mit seiner Familie Seeshaupt und übersiedelte nach Paris. 1942 starb Niestlé in Antony bei Paris.

## Werk
Ausgehend von den Kunstrichtungen Naturalismus und Impressionismus, beeinflussten ihn ab etwa  dem Jahr 1907 sein Landsmann Léo-Paul Robert und der schwedische Tiermaler Bruno Liljefors. 1908 gelangte er mit seinen großformatigen Vogelbildern zu einem ersten Höhepunkt seiner künstlerischen Entwicklung, die durch intensive Naturstudien mit Hilfe der Fotografie entstanden. Er war mit der Natur vertraut, versenkte sich in sie, und auf diese Weise gelangen ihm Porträtstudien von Tieren in ihrer vom Menschen unberührten, ursprünglichen Umgebung. Nach dem frühen Tod des Freundes Marc im Jahr 1916 versuchte er, dessen Ideen mit seinen Vorstellungen zu vereinen und öffnete sich in seinen dann symbolistisch dargestellten Werken von Rehen und Füchsen auch dem Einfluss von Heinrich Campendonk.

## Ausstellungen
- 1911: Teilnehmer der ersten Ausstellung des Blauen Reiters
- 1913: Erste Einzelausstellung bei der Galerie Gurlitt, Berlin
- 1913: Teilnahme am Ersten Deutschen Herbstsalon, Berlin

Seine Werke sind ausgestellt im Musée d‘art et d’histoire in Neuchâtel sowie in Kunstmuseen von Winterthur und Bern.

## Werke (Auswahl)
- 1909: Dohle im Margeritenfeld
- 1910: Singdrossel im Berberitzenstrauch, Privatbesitz
- 1910: Braunkehlchen in Blumenwiese, Privatbesitz
- 1910: Ziehende Stare, Städtische Galerie im Lenbachhaus, München
- 1911: Starenflug, Musée d'art et d'histoire, Neuchâtel
- 1911: Nebelkrähen im Rauhreif, Musée d'art et d'histoire, Neuchâtel
- 1918: Rehe in japanischer Landschaft, Städel, Frankfurt am Main
- 1918: Stelzvögel, Musée d'art et d'histoire, Neuchâtel